# Sequenciador

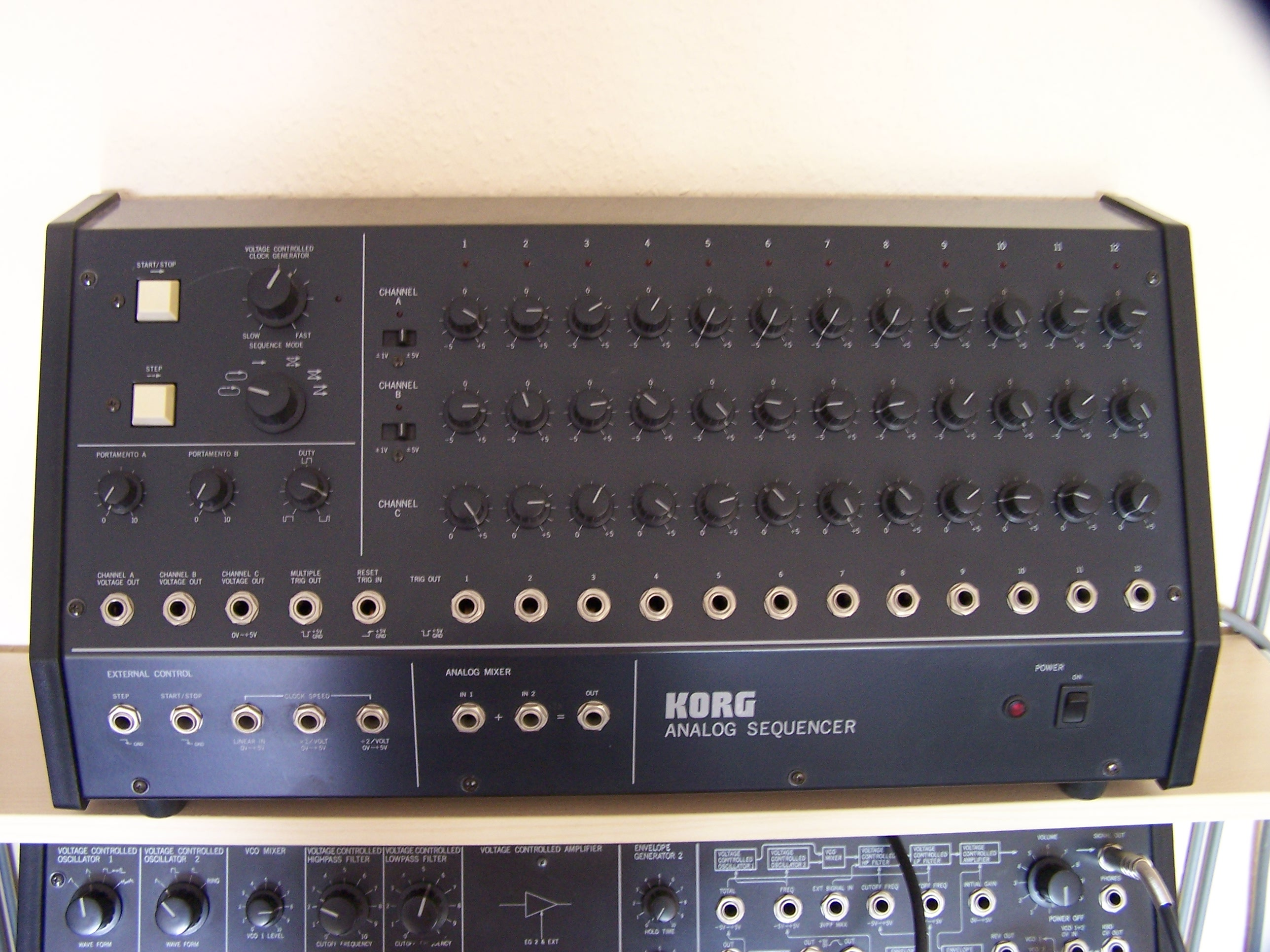
Sequenciador Korg SQ-10

Sequenciador é um dispositivo que, conectado a um sintetizador, permite criar linhas melódicas com notas pré-definidas que são posteriormente reproduzidas de maneira autônoma conforme comando do compositor, permitindo o desenvolvimento de camadas, ostinatos, ou frases diversas de acordo com a quantidade de pistas disponíveis. É comumente utilizado na gravação de músicas. Pode vir na forma de um dispositivo físico (hardware), ou de um software atualmente. No final da década de 70 alguns sintetizadores passaram a integrar sequenciadores rudimentares em seu circuito evoluindo até os atuais sintetizadores workstation [ver tópico em teclado] que possuem memória para armazenar longas sequências de notas além de diversas pistas de gravação.  
O sequenciador ganhou uma nova dimensão com o advento dos softwares de produção musical. Ele permite que um compositor toque instrumentos (guitarra, baixo, bateria etc.) em momentos diferentes e, consiga mixa-los, como se fosse uma banda tocando todos os instrumentos ao mesmo tempo usando apenas um computador desktop ou notebook. Nuendo, Cubase, Garage Band e Pro Tools podem ser citados como os mais comuns softwares utilizados com este fim.
O uso do sequenciador pode ser mais facilmente observado e compreendido ao se escutar trabalhos da música eletrônica tradicional executados em instrumentos analógicos, onde há menos quantidade de pistas em comparação com a atual música pop produzida em softwares.

## Modelos de sequenciador hardware
- Moog 960 Sequential Controller
- Doepfer Dark Time
- genoQs Octopus
- genoQs Nemo
- Korg SQ-10
- MFB Urzwerg / MFB Urzwerg Pro

- Doepfer MAQ 16/3
- Doepfer Regelwerk
- Frostwave Fat Controller
- Infection Music Phaedra
- Infection Music Zeit
- Latronic Notron
- Manikin Schrittmacher
- Quasimidi Polymorph
- Roland EF-303
- Sequentix P3

- EDP Spider
- EMS Sequencer series
- Max Mathews GROOVE system
- Multivox MX-8100 / Firstman SQ-10
- Oberheim DS-2

- Akai ASQ10
- Alesis MMT-8
- Korg SQD-1
- Korg SQD-8
- Kawai Q-80
- Roland MC-327

- Roland MC series: MC-50/MC-50MkII/MC-80/MC-300/MC-500 Microcomposer
- Roland MSQ-100 (1985)
- Roland MSQ-700 (1984)
- Roland SB-55
- Yamaha QX series: QX1/QX3/QX5/QX7/QX21

## Uso do sequenciador na música eletrônica
Exemplos clássicos de álbuns onde o sequenciador foi usado proeminentemente:
- Equinoxe (1978) - Jean Michel Jarre
- Phaedra (1974) - Tangerine Dream
- Computer World (1981) - Kraftwerk
- Albedo 0.39 (1976) - Vangelis